# NetBeans
NetBeans – projekt otwartego oprogramowania mający za zadanie dostarczanie efektywnych narzędzi programowania. Dwa najważniejsze produkty to NetBeans IDE oraz NetBeans Platform.
NetBeans IDE to zintegrowane środowisko programistyczne (IDE) dla języka Java, którego głównym celem jest przyspieszenie budowy aplikacji Java, w tym również usług sieciowych oraz aplikacji mobilnych.
NetBeans Platform to gotowa platforma służąca za fundament dla aplikacji Rich Client. Dzięki użyciu gotowej bazy i udostępnianych przez NetBeans Platform gotowych do użycia usług – okna, menu, zarządzanie i przechowywanie konfiguracji, dostęp do plików – można znacząco skrócić proces budowy aplikacji.
W ramach projektu NetBeans rozwijane są także produkty będące rozszerzeniami dla NetBeans IDE – NetBeans Mobility Pack, NetBeans Profiler, NetBeans Enterprise Pack oraz NetBeans C/C++ Development Pack.
NetBeans Mobility Pack to rozszerzenie pozwalające pisać, debugować oraz testować aplikacje mobilne. Rozszerzenie pozwala obsługiwać Mobile Information Device Profile (MIDP) 2.0 oraz Connected Limited Device Configuration (CLDC) 1.1. Dzięki możliwości wykorzystania emulatorów firm trzecich możliwe jest testowanie aplikacji tworzonych na wiele urządzeń docelowych.
NetBeans Profiler jest profilerem pozwalającym śledzić stan wątków, wykorzystanie procesora oraz zużycie pamięci. Profilowane aplikacje mogą być uruchamiane na tej samej lub na innej maszynie co NetBeans Profiler.
NetBeans Enterprise Pack dodaje do NetBeans IDE obsługę tworzenia aplikacji w architekturze SOA, użycia XML i schematów XML, BPEL i Java web services, modelowania UML, orkiestracji usług sieciowych.
NetBeans C/C++ Development Pack dodaje do NetBeans IDE obsługę języków programowania C i C++. Umożliwia to tworzenie w NetBeans IDE aplikacji dedykowanych konkretnemu systemowi operacyjnemu.

## Historia
NetBeans narodził się w Czechach jako projekt studencki stanowiący próbę stworzenia odpowiednika Delphi dla Javy. Stąd pierwszą nazwą późniejszego NetBeans było Xelfi.
Pod koniec 1999 roku prawa do projektu wykupione zostały przez firmę Sun Microsystems. W tym samym czasie po przejęciu przez Suna firmy Forté, tworzącej narzędzia programistyczne, zdecydowano o zmianie nazwy IDE z NetBeans na Forté for Java. W konsekwencji nazwa NetBeans nie była przez jakiś czas używana.
Po mniej niż sześciu miesiącach Sun zdecydował się na udostępnienie źródeł programu, NetBeans został upubliczniony na zasadach licencji Common Development and Distribution License. W czerwcu 2000 roku otwarto stronę główną projektu.